# ベストケア
ベストケア株式会社は、愛媛県松山市中村に本社を置く介護サービス事業者。
愛媛県を中心に関東圏や関西圏、香川県、福岡県でデイサービスを中心に各種介護サービス事業を行っている。

## 概要
理学療法士であった山田哲が介護保険創設に先駆けて設立。リハビリテーションを介護に取り込んだスタイルの介護に特化。設立から18年間で全国にデイサービス27カ所その他事業所9カ所を展開し、年商31億円、従業員640名の企業へと成長した。2017年10月にソラストが約33億円で全株式を取得し、完全子会社化した。

## 沿革
- 1999年
  - 7月 -　会社設立。北条本社を開設。
  - 10月 - 松山支部を開設。
- 2010年1月 - 本社を現在地に移転。
- 2011年11月 - 高齢者の要望に応じたサービスを提供する「コンシェルジュサービス事業」を開始[4]。
- 2014年1月 - 東京本部を開設。
- 2017年10月 - 株式会社ソラストが全株式を取得し、完全子会社となる。
- 2023年4月 - 東京本部を閉鎖。